# Balsièja

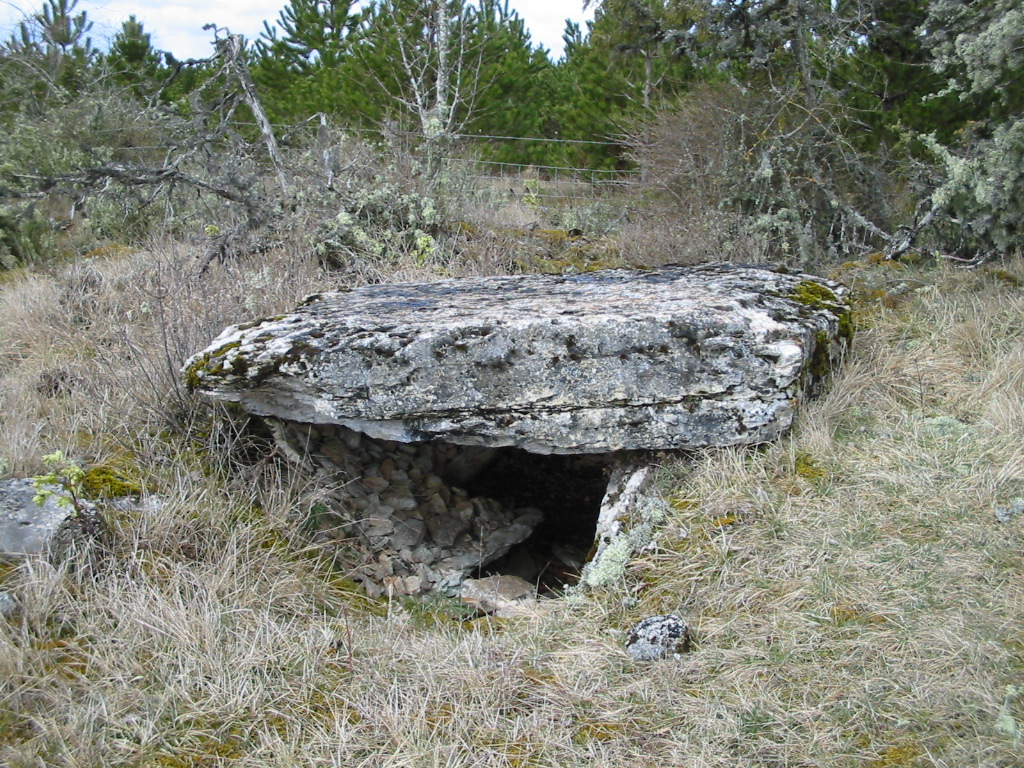
Dolmen de Bramonas

Balsièja (en francès Balsièges) és un municipi francès situat al departament del Losera i a la regió d'Occitània.